# 蒙特贝尔德

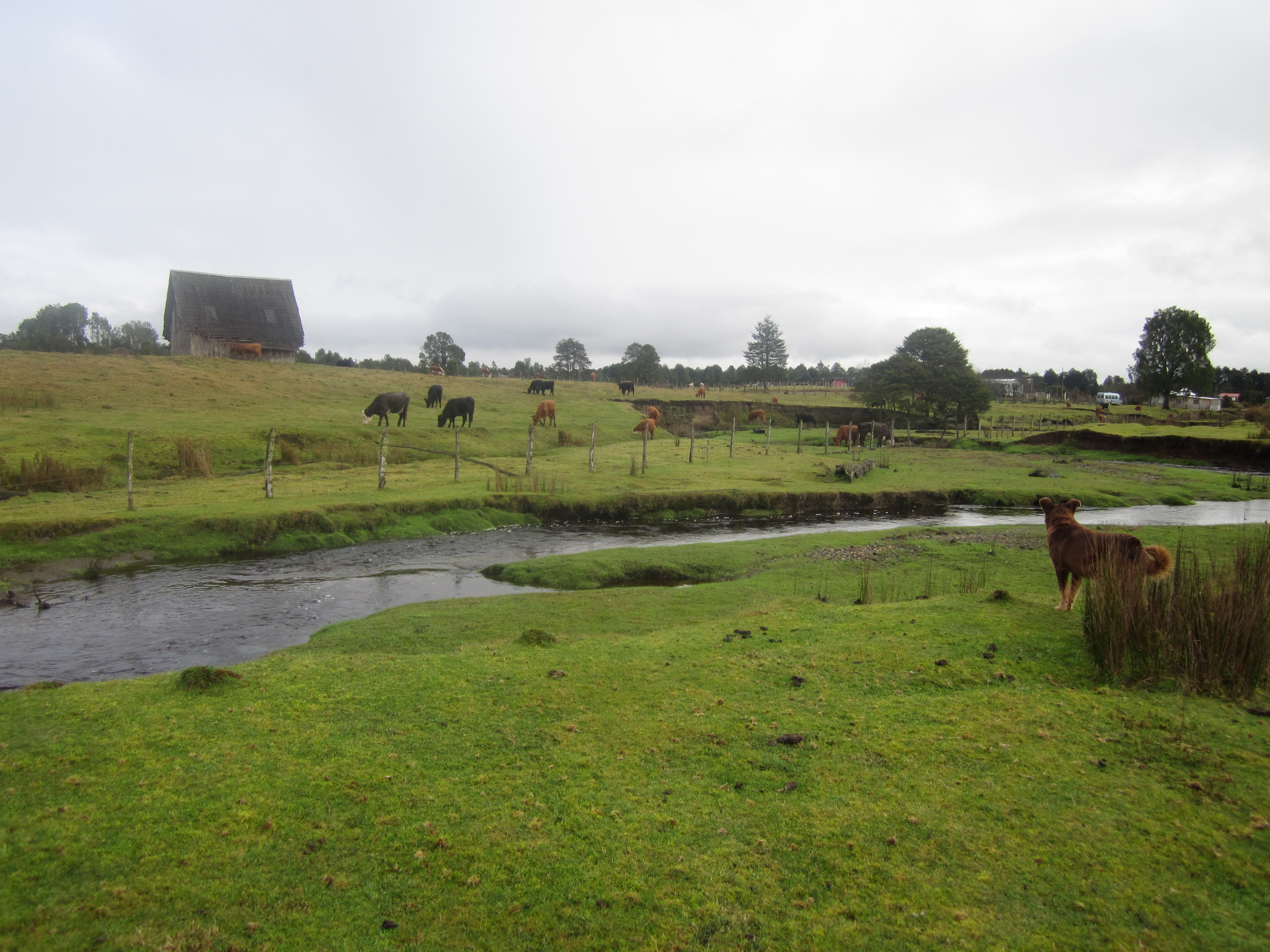
蒙特贝尔德

蒙特贝尔德（西班牙語：Monte Verde）是位於智利南部延基韦省的一个旧石器时代遺蹟，湖大区蒙特港就位於其附近。 该遺跡于1975年底被发现。托马斯·迪勒海于1977年开始發掘蒙特贝尔德。